# Abell 1835 IR1916
Az Abell 1835 IR1916 egy galaxis a Szűz csillagképben; valószínűleg az eddig megfigyelt legtávolabbi galaxis. Az Európai Déli Obszervatórium francia és svájci csillagászai fedezték fel, név szerint Roser Pelló, Johan Richard, Jean-François Le Borgne, Daniel Schaerer és Jean-Paul Kneib. A csillagászok a Very Large Telescope távcsőrendszer közeli infravörös sugárzást érzékelő műszerével észlelték.
Az elemzésük szerint a galaxis vöröseltolódása z~10,0 értékű, mely az ősrobbanás elmélete alapján 13,2 milliárd fényév távolságnak felel meg.
A nyilvánosságra hozott adatok újbóli elemzése kérdésessé teszi a galaxis távolságát, míg a Gemini North távcsővel és a Spitzer űrtávcsővel végzett későbbi vizsgálatok során nem sikerült megtalálni a galaxist.